# Mara (fiume)
Il Mara è un fiume dell'Africa orientale, che scorre nella pianura di Serengeti e attraversa parte del Kenya e della Tanzania. Dà il nome al Parco Nazionale del Masai Mara.
Ospita una vasta fauna, che include alcuni fra i coccodrilli del Nilo più grandi del mondo (fino a 5–6 m di lunghezza e una tonnellata di peso) e molte specie di uccelli, ed è attraversato dalle migrazioni annuali della mandrie di ungulati che si spostano dalla riserva del Masai Mara al Serengeti e viceversa.
Il fiume è perenne, e durante la stagione delle piogge può occasionalmente ingrossarsi e diventare più rapido. Questo fenomeno ostacola le migrazioni degli erbivori, con conseguenze di grande impatto per l'equilibrio naturale: molti ungulati muoiono nel tentativo di attraversarlo, fornendo cibo ai predatori opportunisti e saprofagi come sciacalli e iene; al tempo stesso, i grandi predatori come leoni e leopardi possono soffrire della conseguente riduzione delle popolazioni di erbivori.